# Guadua angustifolia
Guadua angustifolia là một loài thực vật có hoa trong họ Hòa thảo. Loài này được Kunth mô tả khoa học đầu tiên năm 1822.

## Hình ảnh

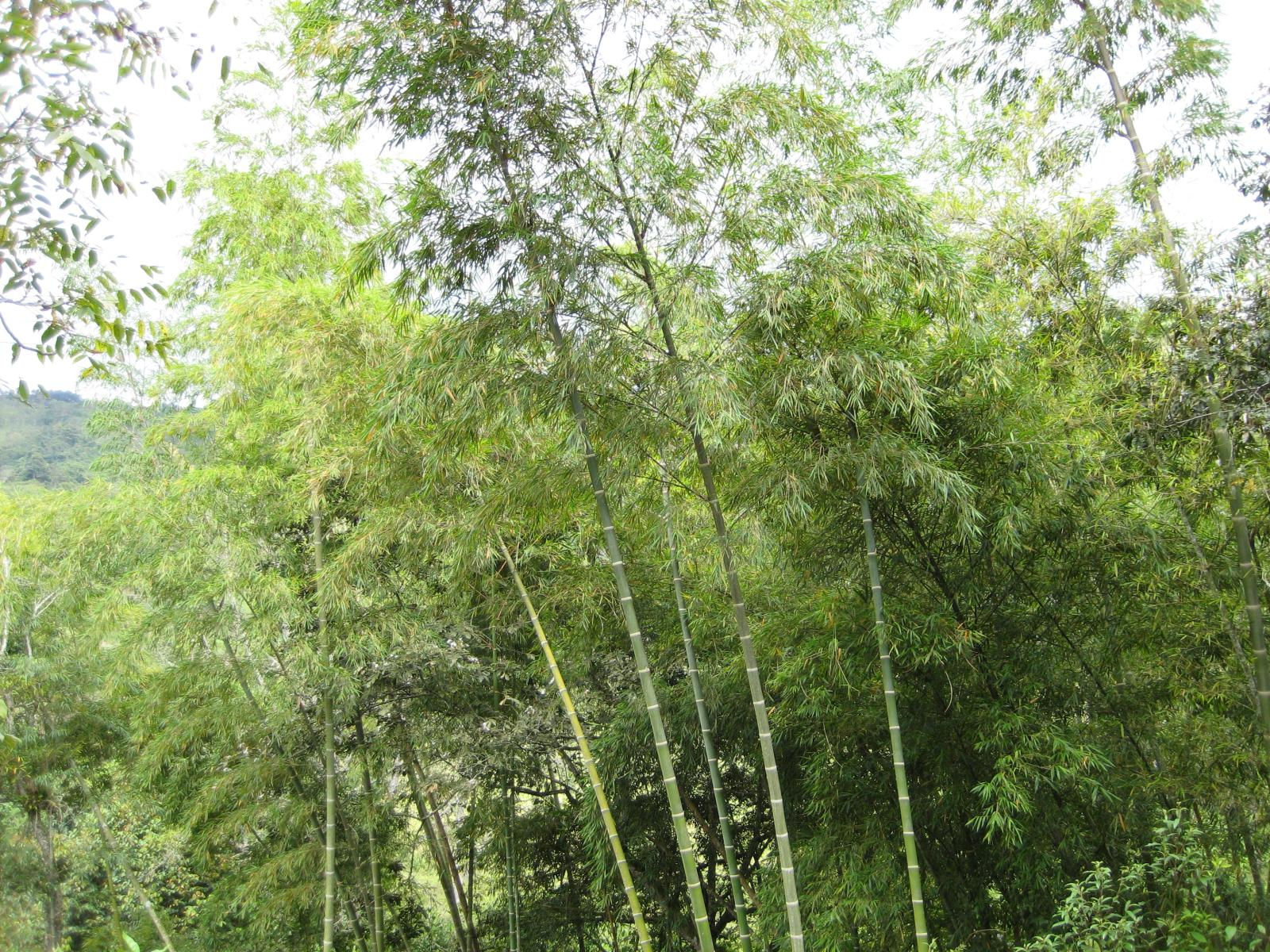
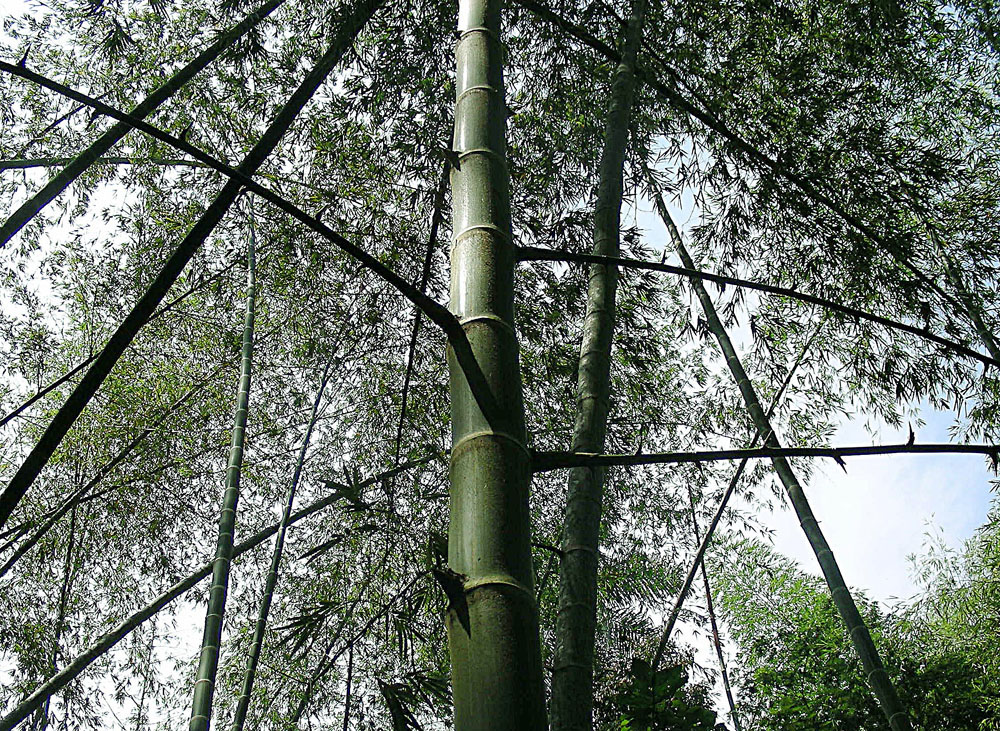
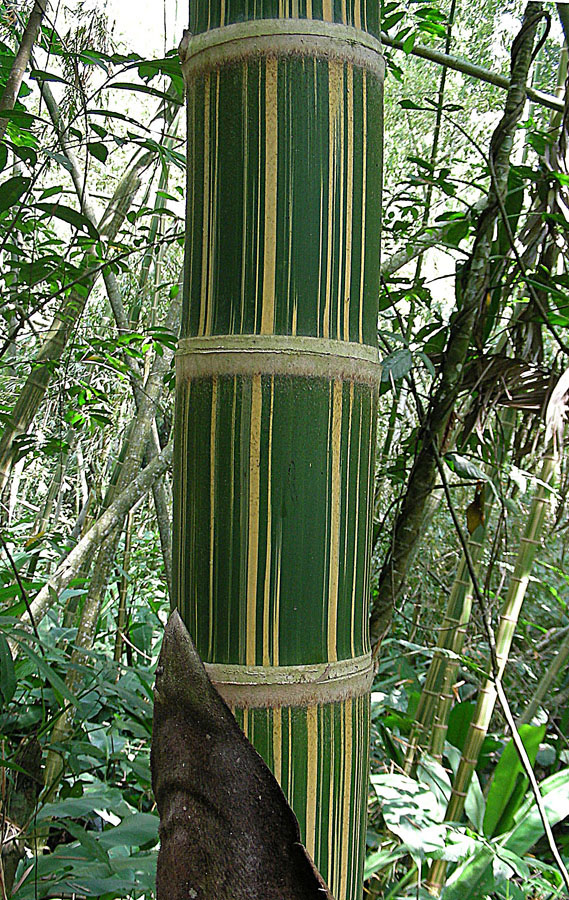
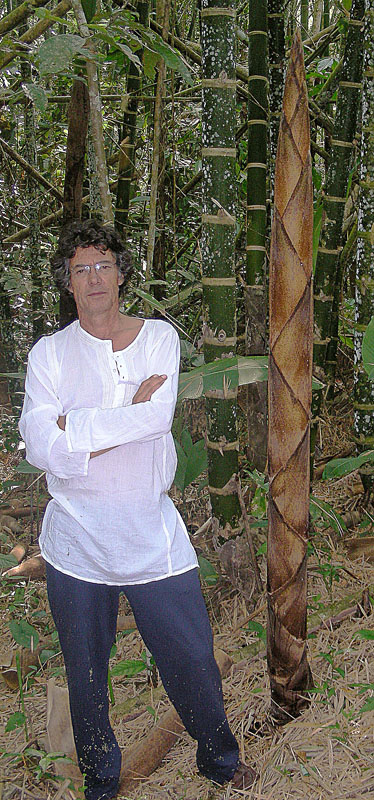